# Палгхат (округ)
Палгха́т (малаял. പാലക്കാട് ജില്ല; англ. Palakkad) — округ в индийском штате Керала. Образован 1 января 1957 года. Административный центр — город Палгхат. Площадь округа — 4480 км².
В административном отношении делится на 5 талуков: Алатхур, Читтур, Маннарккад, Оттаппалам и Палгхат.

## География

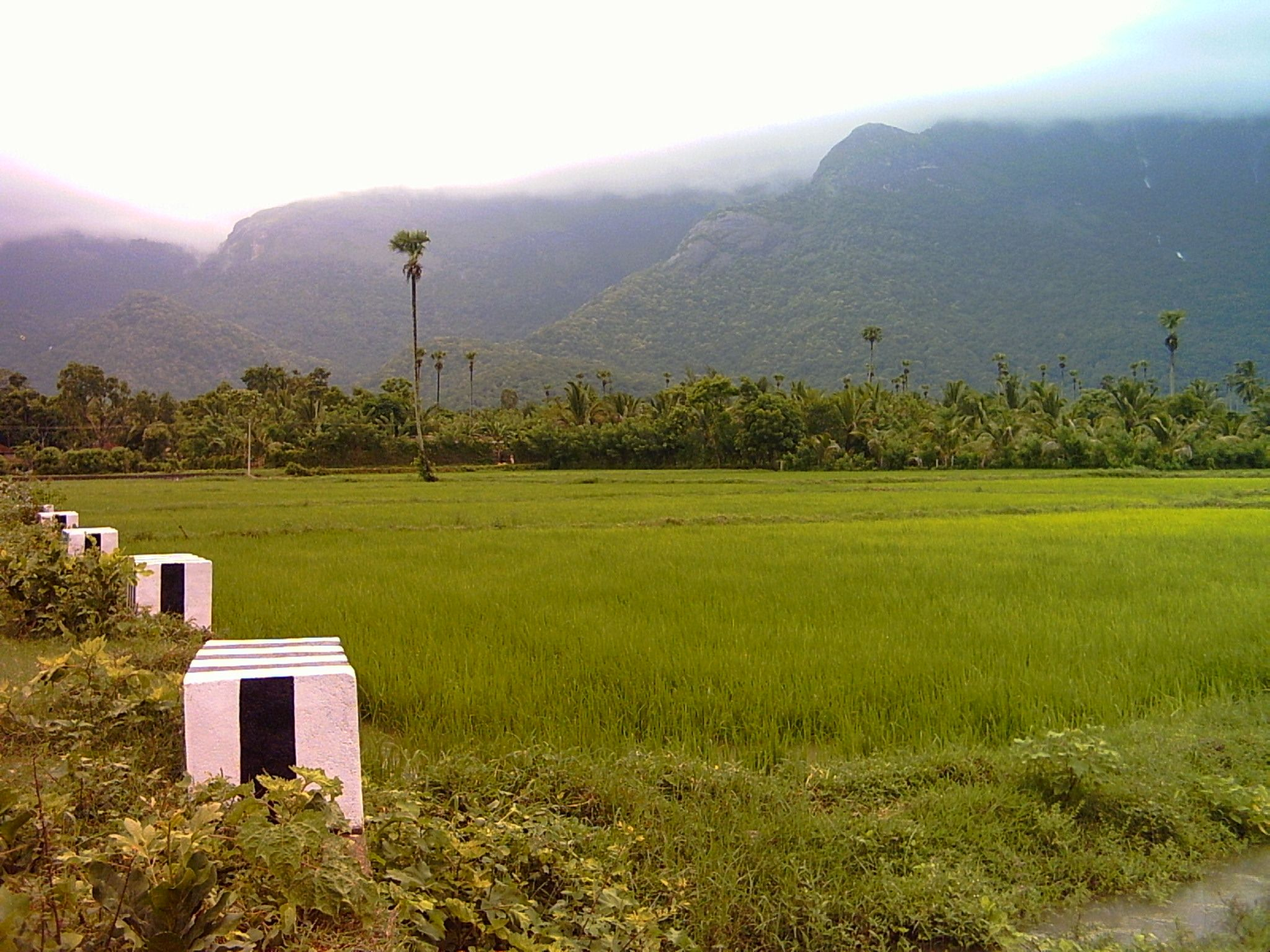
Горы Неллиампати, вид из деревни Неммара

Палаккад находится в восточной части штата, имея площадь 4480 км² (11,5 % от общей площади Кералы) он является самым большим округом штата. Высочайшие вершины Палаккада включают Ангинда (2325 м), Каримала (1998 м), Нелликотта (1585 м) и Карисала-Гопурам (1439 м). В то же время, большая часть территории находится на высоте 75 — 250 м над уровнем моря. Около 30,4 % территории округа покрыто лесом.
Климат региона — крайне жаркий и влажный.

## Население
По данным всеиндийской переписи 2001 года население округа составляло 2 617 072 человека. Уровень грамотности взрослого населения составлял 84,3 %, что значительно выше среднеиндийского уровня (59,5 %). Доля городского населения составляла 13,6 %.
Приверженцы индуизма составляют 68,9 %; ислама — 26,9 %; христианства — 4,2 %.